# 都築頼助
都築 賴助（つづき よりすけ、1903年8月3日 - 1972年10月28日）は、日本の教育者、都築学園グループの創始者。妻は都築貞枝、次男は都築泰壽。
徳島県美馬郡美馬町（現・美馬市）生まれ。九州帝国大学（法文学部文科）卒業、同大学院修了、福岡学芸大学、福岡教育大学教授歴任。産業教育振興に寄与した功績により紺綬褒章を受く。
学校法人都築学園、都築育英学園を創設し、第一薬科大学・第一経済大学（現 日本経済大学）・福岡第一高等学校・福岡第一商業高等学校（現 第一薬科大学付属高等学校）・みやこ幼稚園・だいいち幼稚園・むろずみ幼稚園の学園総長。
正四位勲三等に叙せられ旭日中綬章を受章。

## 主な著書
- 一般文化史から見た世界薬史学（1960年、都築高宮学園第一薬科大学）
- 國語學上より見たる福岡縣地方方言の研究（1950年、昭和堂出版部）
- 筑前方言の形容詞語尾の実態（1951年、国立国語研究所）
- 福岡県福岡市大字原字本村（1954年、国立国語研究所）
- 国民学校の教育体系（1942年、国立国語研究所）

## その他
- 学園歌の作詞をしている。その後、この歌は2005年に開校した横浜薬科大学の学歌となった（『学生便覧』、公式ホームページ等に掲載）。